# Никитенко, Иван Кузьмич
Иван Кузьмич Никитенко (17 сентября 1901, с. Слобода Пески,  Воронежская губерния, Российская Империя — 16 декабря 1980, Москва, СССР) — советский военно-технический деятель, генерал-майор инженерно-технической службы (17.06.1942).

## Биография
Родился 17 сентября 1901 года в  селе Слобода Пески,  ныне в  черте города  Острогожск Воронежской области. Русский.

### Военная служба

#### Межвоенные годы
В сентябре 1922 года был призван в РККА и проходил службу  краснофлотцем в Высшей школе красных морских лётчиков имени Л. Д. Троцкого в городе Севастополь. С августа 1924 года - курсант Военно-теоретической школы ВВС РККА в Ленинграде. Член ВКП(б) с 1925 года. С мая 1926 года, после окончания школы, служит младшим авиационным техником 55-го отдельного авиационного отряда Военно-воздушных сил Чёрного моря. С июня 1928 года - техник 65-го отдельного авиационного отряда ВВС ЧМ. 
С октября 1929 года - слушатель инженерного факультета Военно-воздушной академии им. профессора Н. Е. Жуковского. С мая 1934 года, после окончания академии, служит старшим инженером 5-й тяжёло-бомбардировочной  авиационной эскадрильи Военно-воздушных сил Краснознамённого  Балтийского флота, в том же месяце переведён на должность старшего инженера по эксплуатации штаба ВВС КБФ. С февраля 1938 года- старший инженер-инспектор 3-го отделения 2-го отдела Управления Морской авиации РККФ. С июня 1938 года - начальник технической инспекции  Управления Морской авиации ВМФ. С апреля 1938 года - начальник технического отдела Управления ВВС ВМФ СССР. 

#### Великая Отечественная война
С началом войны   Никитенко служит  в прежней должности. С апреля 1942 года - главный инженер Управления ВВС ВМФ СССР. На этих постах успешно занимается организацией технического обеспечения морской авиации всем необходимым для её боевой работы, за что был награждён орденом Красного Знамени.
С января 1943 года генерал-майор ИТС Никитенко - начальник  Управления инженерно-авиационной службы ВВС ВМФ СССР.
Из наградного листа: «В этой должности руководил в масштабе всей морской авиации и нес ответственность за боеготовность и состояние подготовки самолетов, моторов и вооружения строевых частей и училищ морской авиации, за планирование, организацию и качество полевого и стационарного ремонта матчасти мор. авиации, за организацию переучивания летного и технического состава на новую материальную часть... В течение всей Отечественной войны возглавлял всю инженерно-эксплуатационную и ремонтную службу ВВС ВМФ, являясь хорошо подготовленным, грамотным, имеющим большой практический опыт авиационным инженером. Несмотря на разнообразность отечественной и импортной материальной части личным посещением сумел добиться правильной ее эксплуатации, в результате чего процент исправности матчасти в авиаполках  в условиях интенсивной летной боевой работы, оставался высоким, а в 1943—1944 — достиг 85—90% ».
28 июня 1945 года, за образцовое выполнение заданий командования, генерал-майор Никитенко был награждён орденом Нахимова I степени.

#### Послевоенное время
После окончания войны оставался в прежней должности. С сентября 1948 года - Главный инженер - начальник  Управления инженерно-авиационной службы ВВС ВМФ СССР. С апреля 1950 года - в распоряжении командующего ВВС ВМФ СССР. С апреля 1951 года — член бюро по военно-промышленным и военным  вопросам при Совете Министров СССР. С февраля 1953 года - в распоряжении ЦК КПСС. С марта 1953 года - генерал для особых поручений при министре Обороны  СССР. С сентября 1953 года — в распоряжении главкома ВМФ СССР. С октября 1953 года —  заведующий сектором Управления делами при Совета Министров СССР с оставлением в кадрах Министерства Обороны СССР. С июля 1955 года генерал-майор Никитенко в запасе.
Скончался 16 декабря 1980 года в Москве.  Похоронен там же  на Введенском кладбище.

## Награды
- орден Ленина (06.11.1947)[4][5];
- три ордена Красного Знамени (22.02.1943[4], 03.11.1944[4][5],  20.04.1953[4][5]);
- орден Нахимова I степени (28.06.1945)[6];
- орден Отечественной войны I степени (19.08.1944)[7];
  - медали в том числе:
  - «За победу над Германией в Великой Отечественной войне 1941—1945 гг.» (1945)[4]
  - «За победу над Японией» (1946)[4];
  - «Ветеран Вооружённых Сил СССР» (1976)[3];
- наградное оружие (1956)[3].